# Carl David Anderson
Carl David Anderson (født 3. september 1905, død 11. januar 1991) var en amerikansk eksperimentel fysiker. Han blev født i New York City, forældrene var svenske immigranter. Han studerede fysik ved Caltech hvor han tog en doktorgrad i 1930.
Under ledelse af Robert A. Millikan begyndte han at studere kosmisk stråling. Mens han gjorde forsøg med tågekammer, opdagede han uventede spor af subatomare partikler. Fra fotografier af partikelbanerne forudsagde han at dette var skabt af partikler med samme masse som elektroner, men med modsat elektrisk ladning. Opdagelsen understøttede Paul Diracs teoretiske beregninger om at der fandtes et positron. Anderson opnåede også et direkte bevis for at positronet eksisterede ved at sende gammastråler skabt af thoriumkarbid (ThC'') ind i andre materialer, noget som førte til at der blev dannet positron-elektron par. Opdagelsen af positronet førte til at Anderson fik Nobelprisen i fysik i 1936 sammen med Victor Hess.
Samme år, i 1936, var Anderson med til at opdage den subatomare partikel myon (i begyndelsen også kaldt 'mu-meson') som er 207 gange tungere end elektronen.